# Torneo de Róterdam 2024
El ABN AMRO Open 2024 fue un evento de tenis profesional de la categoría ATP 500 que se jugó en pistas duras. Se trató de la 51.a edición del torneo que forma parte del ATP Tour 2024. Se disputó en Róterdam, Países Bajos del 12 al 18 de febrero de 2024 en el Ahoy Rotterdam.

## Distribución de puntos
| Modalidad            | Campeón | Finalista | Semifinales | Cuartos de final | 2.ª ronda | 1.ª ronda | Clasificados | 2.ª ronda de clasificación | 1.ª ronda de clasificación |
| Individual masculino | 500     | 330       | 200         | 100              | 50        | 0         | 25           | 13                         | 0                          |
| Dobles masculino     | 500     | 300       | 180         | 90               | –         | –         | 45           | 25                         | 0                          |

## Cabezas de serie

### Individuales masculino
| Tenista          | Ranking | Preclasificado |
| Jannik Sinner    | 4       | 1              |
| Andrey Rublev    | 5       | 2              |
| Holger Rune      | 7       | 3              |
| Hubert Hurkacz   | 8       | 4              |
| Álex de Miñaur   | 11      | 5              |
| Grigor Dimitrov  | 13      | 6              |
| Ugo Humbert      | 21      | 7              |
| Aleksandr Búblik | 23      | 8              |

- Ranking del 5 de febrero de 2024.[2]

### Dobles masculino
| Tenistas                             | Ranking | Preclasificado |
| Ivan Dodig Austin Krajicek           | 7       | 1              |
| Kevin Krawietz Tim Puetz             | 31      | 2              |
| Nathaniel Lammons Jackson Withrow    | 43      | 3              |
| Nicolas Mahut Édouard Roger-Vasselin | 45      | 4              |

## Campeones

### Individual masculino
Jannik Sinner venció a  Álex de Miñaur por 7-5, 6-4

### Dobles masculino
Wesley Koolhof /  Nikola Mektić vencieron a  Robin Haase /  Botic van de Zandschulp por 6-3, 7-5